# Что делать? (роман)
«Что де́лать? (Из рассказов о новых людях)» — роман русского философа, журналиста и литературного критика Николая Чернышевского, написанный в декабре 1862 — апреле 1863 года, во время заключения в Петропавловской крепости Санкт-Петербурга. Был написан отчасти в ответ на произведение Ивана Тургенева «Отцы и дети». М. Н. Катков упоминает роман как «Коран нигилизма».

## История создания и публикации
Чернышевский писал роман, находясь в одиночной камере Алексеевского равелина Петропавловской крепости, с 14 декабря 1862 по 4 апреля 1863 года.
С января 1863 года рукопись частями передаётся в следственную комиссию по делу Чернышевского (последняя часть была передана 6 апреля).
Роман прошёл двойную цензуру. Сначала он читался членами следственной комиссии по делу Чернышевского, затем поступил к цензору «Современника». Следственная комиссия, а вслед за ней и цензоры увидели в романе лишь любовную линию и дали разрешение к печати.
Перед публикацией Некрасов, везя рукопись в типографию Вульфа, потерял её. Это был единственный экземпляр. Вероятно, роман погиб бы, но, благодаря своевременно данному газетному объявлению, рукопись была найдена и возвращена Некрасову.
Пересылая из Петропавловской крепости для редакции «Современника» отдельные части романа, Чернышевский несколько раз присоединял к ним пояснительные записки. Сколько было таких записок, неизвестно, но, очевидно, Следственная комиссия к ним привыкла. Последняя записка, датированная 4 апреля 1863 года, содержала такой текст:
Заметка для А. Н. Пыпина и Н. А. Некрасова.
Если бы у меня был талант, мне не было бы надобности прибегать к таким эффектцам в стиле Александра Дюма-отца, автора Монте-Кристо, как пришивка начала второй части романа к хвосту первой. Но при бесталанности это дозволительно и позволительно. — Вторую часть я начну писать не скоро, — в ней новые лица, на градус или на два повыше, чем в первой; потому надобно дать пройти несколько времени, чтобы Вера Павловна с компаниею несколько сгладились в памяти, чтобы новые лица не сбивались на старые, — например, дама в трауре на Веру Павловну. — Итак, вторая часть будет готова к печати осенью или зимою, следовательно пройдет правдоподобный срок со времени пикника, с которого начинается действие второй части; оно идет очень быстро, всего с месяц. Общий план второй части таков: дама в трауре — та самая вдова, которая была спасена Рахметовым в третьей главе. Она, видите ли, убивается из-за любви к нему. И сей герой взаимно. Кирсановы и Бьюмонты, открыв таковую нежную страсть, лезут из кожи вон помочь делу. И отыскивают оного Рахметова, уже прозябающего в Северной Пальмире. С разными взаимными объяснениями обоих сих любящихся свадьба устроивается. — Из этого видно, что действие второй части совершенно отдельно от первой и что первой части только искусственно придан вид недоконченности прибавкою пикника

Но я очень дорожу этою прибавкою и шестою главою как беллетристическою хитростью. Общая идея второй части: показать связь обыкновенной жизни с чертами, которые ослепляют эффектом неопытный взгляд, — изложить истину, что у Наполеона или Лейбница тоже, как и у всех людей, были две руки, две ноги, нос, два уха, а не то что уж пять голов, как у Брахмы, или сто рук, как у Шивы. — У меня так и подделано: и Рахметов, и дама в трауре на первый раз являются очень титаническими существами; а потом будут выступать и брать верх простые человеческие черты, и в результате они оба окажутся даже людьми мирного свойства и будут откровенно улыбаться над своими экзальтациями.
Сейчас[когда?] эта записка считается[кем?] попыткой ввести в заблуждение Следственную комиссию, поскольку там утверждалось, что роман будет иметь продолжение (этого не планировалось).
Роман был опубликован в журнале «Современник» (1863, № 3—5).

## После публикации

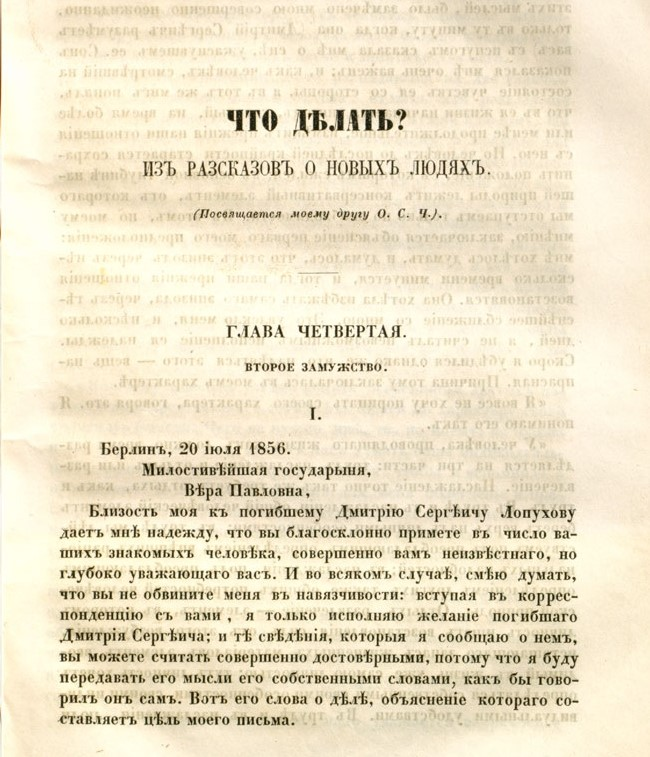
Первая публикация в журнале «Современник»

Публикация вызвала раздражение. Ответственного цензора Бекетова отстранили от должности. Номера «Современника», в которых печатался роман «Что делать?», оказались под запретом. Однако текст романа в рукописных копиях разошёлся по стране и вызвал массу подражаний.
Н. С. Лесков:

О романе Чернышевского толковали не шёпотом, не тишком, — но во всю глотку в залах, на подъездах, за столом г-жи Мильбрет и в подвальной пивнице Штенбокова пассажа. Кричали: «гадость», «прелесть», «мерзость» и т. п. — все на разные тоны.

П. А. Кропоткин:

Для русской молодёжи того времени она [книга «Что делать?»] была своего рода откровением и превратилась в программу, сделалась своего рода знаменем.

Выдвигалось предположение, что роман был пропущен цензурой по указанию «сверху».
В 1867 году роман был опубликован отдельной книгой в Женеве (на русском языке) русскими эмигрантами, затем был переведён на польский, сербский, венгерский, французский, английский, немецкий, итальянский, шведский и нидерландский языки. Всего имело место пять заграничных русских переизданий (последнее — 1898).
В советское время также на финский и таджикский (фарси). Влияние романа Чернышевского ощущается у Эмиля Золя («Дамское счастье»), Стриндберга («Утопии в действительности»), деятеля Болгарского национального возрождения Любена Каравелова («Виновата ли судьба», написано по-сербски).
«Что делать?», как и «Отцы и дети», породило так называемый антинигилистический роман. В частности, «На ножах» Лескова, где пародийно используются мотивы произведения Чернышевского.
Запрет на публикацию романа «Что делать?» был снят только в 1905 году. В 1906 году роман был впервые напечатан в России отдельным изданием.
В советское время роман входил в обязательную школьную программу по русской литературе для 9 класса.

## Сюжет
Роман начинается с информации о неком самоубийце, который застрелился на Литейном мосту 11 июля 1856 года. Затем повествование переходит к Вере Павловне, которая на даче на Каменном острове узнаёт о трагической гибели своего мужа.
Чернышевский описывает взросление главной героини в доме на Гороховой улице и первое сватовство пошлого офицера Сторешникова, которому она, не считаясь с мнением родителей, предпочитает «медицинского студента Лопухова». Брак позволяет ей покинуть родительский дом и переехать в съёмную квартиру в «одноэтажном деревянном домике» на 5 линии Васильевского острова (между Средним и Малым проспектами). В семье учредили новые порядки: рук не целовать и спать в разных комнатах.
Через пять месяцев после свадьбы Вера решает организовать «швейную мастерскую» по шитью «дамских платьев» и принимает заказы «на дому». Для расширения клиентской базы Вера обращается к своей знакомой француженке Жюли Ле-Теллье (из круга Сторешникова). Вера достигает успеха, справедливо распределяя прибыль между мастерицами. Численность персонала за 5 лет возрастает с 3 до 20. Со временем мастерицы стали жить вместе в одной квартире, имея «общий стол» и уйдя из своих семей. Появился строгий распорядок труда и отдыха. Впрочем, община Веры Павловны была лишена аскетизма. Мастерицы могли выходить замуж, отправляться в театры или загородные прогулки.
Тем временем в Веру Павловну влюбляется друг её мужа Кирсанов, который охладел к своей бывшей любовнице Крюковой. Болезнь Лопухова заставляет его друга медика чаще бывать в его доме. Через три года супружества Вера Павловна охладевает к своему мужу и влюбляется в Кирсанова. Будучи честной и презирая ложь, она рассказывает свой сон, в котором его разлюбила. Вместе с тем Вера Павловна понимает, что она обязана своему мужу. Чтобы дать измучившейся жене свободу, Лопухов желает «сойти со сцены» и, после поездки в Рязань, совершает самоубийство (эпизодом самоубийства начинается роман). Вера Павловна спустя месяц выходит замуж за Кирсанова и поселяется на Сергиевской улице, «ближе к Выборгской стороне», где работает её новый муж. Охладев к швейному делу, Вера Павловна увлекается медициной.
Тем временем Вера Павловна открывает на Невском магазин под вывеской Au bon travail. Magasin des nouveautés. Её муж Кирсанов становится известным профессором и помогает излечиться Екатерине Полозовой (её диагноз atrophia nervorum — «нервное истощение»), отец которой знакомится с торговым агентом из США Чарльзом Бьюмонтом. Американец скупает акции Полозова и женится на его дочери Екатерине. А потом выясняется, что Бьюмонт — это Лопухов, который не покончил с жизнью, а уехал в Америку и реализовался там. Семейство Бьюмонтов селится по соседству с Кирсановыми, и между ними завязывается тесная дружба: они устраивают совместные пикники и катание на санях.

## Философские идеи
Во 2 главе Чернышевский устами Лопухова («нового человека») излагает принципы разумного эгоизма, согласно которому основным мотивом человеческих поступков является «стремление к пользе». Лопухов выбирает карьеру медика, потому что врачи «живут гораздо лучше» канцелярских чиновников. Польза синонимична «выгоде» и «расчёту». Она воплощается в «куске хлеба». Любовь выступает «украшением» дела. Когда Вера Павловна спрашивает, должна ли она выйти замуж за богатого, но неприятного жениха, Лопухов не пытается её отговорить. Аналогичной философии придерживается и друг Лопухова студент Кирсанов, который заявляет, что любит только самого себя. При этом зло переносится с личности на «обстановку». «Святым стариком» этих «новых людей» назван Оуэн, чей портрет висит в домашнем кабинете Лопухова. С эгоизмом соединяются социалистические представления о будущем, когда «все потребности натуры каждого человека будут удовлетворяться вполне». Словами Рахметова, Чернышевский решительно осуждает ревность как «следствие взгляда на человека как мою принадлежность, как на вещь». В 4 главе Чернышевский вкладывает в уста Веры Павловны феминистские идеи о превосходстве женской природы над мужской в плане ума и что лишь «господство насилия» не позволяло найти им должную реализацию. Кроме того, заявляется о большей крепости «женского организма» по сравнению с мужским. Представление о слабости женщин вызвано лишь «силой предубеждения, дурной привычкой, фальшивым ожиданием».

## Сны Веры Павловны
- Первый сон (Гл.2, XII). Верочка освобождается из подвала и исцеляется от паралича девушкой, имя которой «любовь к людям». Девушка при этом постоянно меняется в лице, в котором проявляются английские, немецкие, французские, польские и русские черты.
- Второй сон (Гл.3, III). Муж Веры Лопухов и его приятель Алексей Петрович Мерцалов ведут философскую беседу о грязи, которая бывает чистой, реальной и здоровой, ибо из неё родится пшеница. Другой вид грязи («фантастическая грязь») — гнилой и затхлый. Отсюда они делают вывод, что «движение — это жизнь», жизнь есть реальность, а «верным признаком реальности» является «дельность». «В антропологическом анализе коренной формой движения» является труд, который даёт содержание развлечению, отдыху, забаве и веселью. Затем разные собеседники (в том числе и компаньон Жюли Серж) начинают исповедоваться и выясняется, что сами они люди неплохие, но «почва» у них «нездоровая».
- Третий сон (Гл.3, XIX). Вере Павловне снится, что она беседует с певицей Бозио, которая заставляет читать дневник. Героиня сомневается в своей любви к мужу и видит в нём лишь «избавителя», который освободил её от «отвратительной жизни» в родительском доме. В её дневнике написано, что она больше не любит своего мужа. Вера в ужасе просыпается.
- Четвёртый сон (Гл.4, XVI). Во сне Вера Павловна слышит стихи Гёте «Wie herrlich leuchtet» и видит золотую «ниву». Затем она видит пирующих во дворце и «шатры номадов». Перед её взором предстает «роскошная женщина» Астарта с «тяжёлыми золотыми браслетами» на руках и ногах. Она раболепна и сладострастна. Затем Вера Павловна видит «дивный город» со множеством статуй, по улицам которого на колеснице едет «Пизистрат». Незримая собеседница говорит Вере Павловне, что люди этого города чтут женщину как «источник наслаждений» и поклоняются Афродите. Затем она видит арену с рыцарями, на которую взирает девушка из замка. Имя третьей женщины — «Непорочность». Три «царицы» символизируют три эпохи отношения к женщине, в которых ценится покорность, физическая красота, бесплотный образ, но не ценится сам человек. Таинственная собеседница называет себя четвёртой царицей, чьё царство было возвещено в романе Руссо «Юлия, или Новая Элоиза». Вера Павловна узнаёт, что четвёртой царицей является она сама. В будущем она видит аналог дворца, который «стоит на Сайденгамском холме». Это «громадный зимний сад» с алюминиевой мебелью. Во дворце живут люди, но «почти всё делают за них машины». Собеседница Веры сообщает, что дворец находится рядом с Окой. Затем Вера видит «Новую Россию» на месте бывшей пустыни.

## Главные герои
- Розальская Вера Павловна — дочь «помощника столоначальника в каком-то департаменте» Павла Константиныча Розальского и Марии Алексеевны. Её младшему брату Феде в 1852 году было 9 лет. Со своей семьей она проживала на Гороховой улице. С детства имела смуглый цвет лица, черные волосы и глаза («как будто из Малороссии»). Умела играть на фортепьяно. В 16 лет мать её начала «наряжать» и водить в оперу, чтобы та нашла себе кавалера и удачно вышла замуж. Из привычек — Вера Павловна «любит нежиться» в постели, «сливки — это тоже её страсть». Её первый муж — Лопухов, а второй — Кирсанов.
- Сторешников Михаил Иваныч — сладострастный, самолюбивый и бесхарактерный жених Веры Павловны, офицер. Прежде знакомства с Верой Павловной имел любовницу Адель.
- Жюли Ле-Теллье — француженка, петербургская светская дама, которая «была два года уличною женщиной в Париже». Она носит «накладной бюст» и отговаривает Веру Павловну от свадьбы со Сторешниковым. Впоследствии она помогает Вере Павловне расширить круг клиентов для швейной мастерской. В обществе появляется в сопровождении Сержа, но отказывается выйти за него замуж, так как считает брак — предрассудком.
- Лопухов Дмитрий Сергеич — медицинский студент из «Академии на Выборгской стороне», учитель (репетитор) Феди, муж Веры Павловны. Сын рязанского мещанина. Серьёзный, основательный, солидный. Среднего роста, с темными каштановыми волосами, правильными чертами лица, карими глазами, толстыми губами и орлиным носом. Он особенно ценит фотографию Овэна на своей стене.
- Кирсанов Александр Матвеич — друг Лопухова, студент-медик. «Сын писца уездного суда». В свободное время предпочитает сидеть в халате на диване и курить сигары. Кирсанов имел русые волосы, «темно-голубые глаза, прямой греческий нос, маленький рот, лицо продолговатое». Прежде встречи с Верой Павловной он сожительствовал с Настасьей Крюковой, которую он отучил от пьянства.
- Крюкова Настасья Борисовна — чахоточная девушка, первоначально горничная, а затем работница швейной мастерской Веры Павловны, сожительница Кирсанова, который отучил её от пьянства.
- Рахметов — 22-летний студент филологического факультета «из фамилии, известной с XIII века». Его предок Рахмет погиб как «татарский темник» в Твери, но сын татарина от русской женщины был пощажен и крещён в Михаила. Потомки этого Михаила Рахметова стали тверскими боярами, а затем московскими окольничьими. Прадед героя произведения Чернышевского погиб при Нови, а отец дослужился до генерал-лейтенанта и владел поместьями в верховьях Медведицы. Студент Рахметов был высок, занимался гимнастикой и «развитием физической силы», ради чего «принимал боксёрскую диэту» (ел сырые бифштексы). Он даже пытался спать на гвоздях. Ради уважения простых людей не гнушался простой работой и даже ходил бурлаком. Его другом был Кирсанов, который консультировал Рахметова в области полезных книг (Мальтус, Милль, Рикардо, Теккерей).
- Чарльз Бьюмонт — добросовестный «агент лондонской фирмы Ходчсона, Лотера и К по закупке сала и стеарина», гражданин Массачусетса. Потомок французских колонистов Канады. Его дед переехал из Квебека в Нью-Йорк. Отец Бьюмонта приехал делать бизнес в Россию, где стал винокуром на заводе в Тамбовской губернии, где и родился Чарльз. По прошествии 20 лет Бьюмонты вернулись в Нью-Йорк и стал работать клерком. По своим убеждениям аболиционист. В Петербурге женится на Катерине Васильевне Полозовой.
- Полозова Екатерина Васильевна — жена Бьюмонта, дочь некогда богатого, но разорившегося ротмистра Полозова, бывшая пациентка Кирсанова.

## Отзывы
В. И. Ленин:

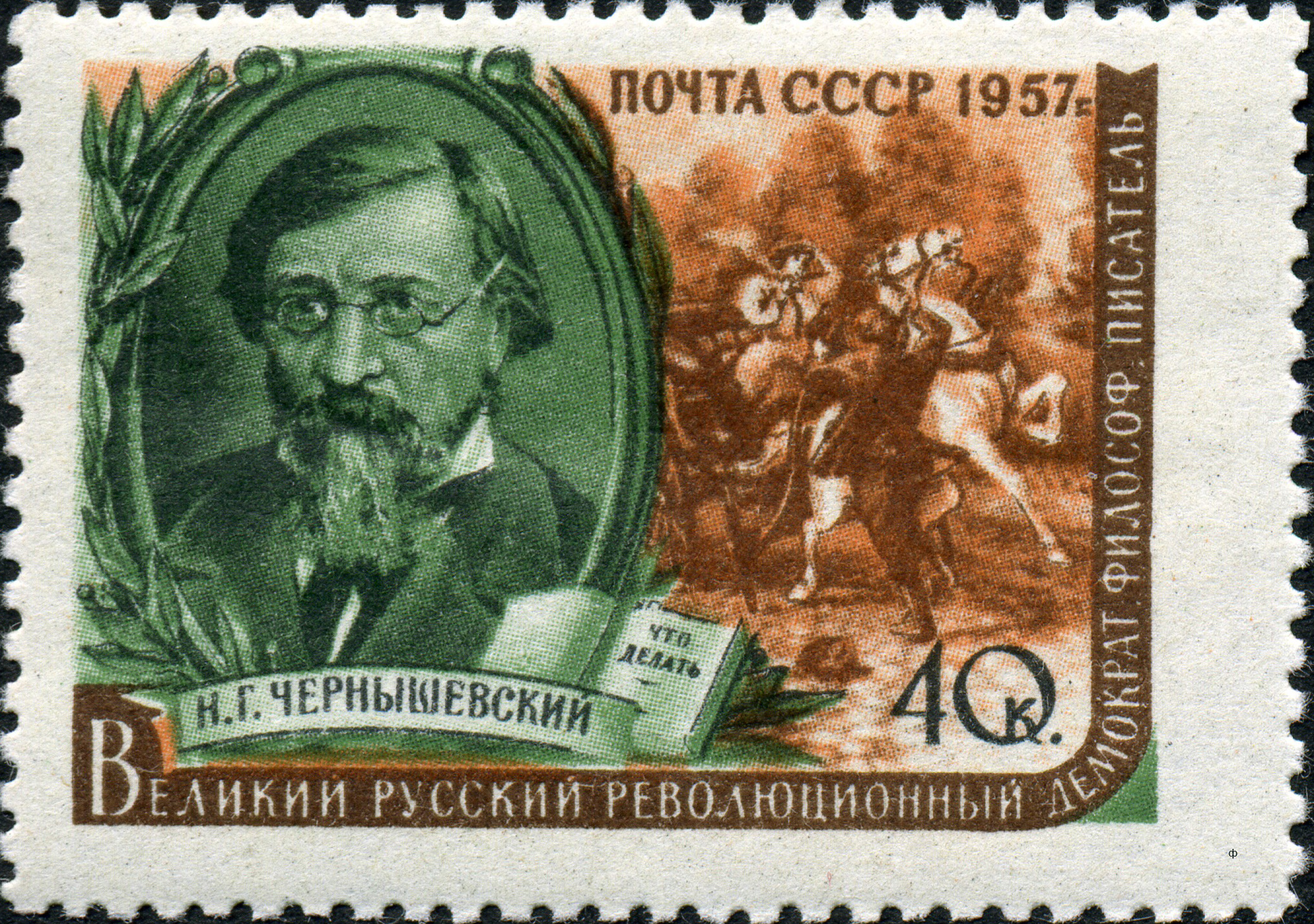
Почтовая марка из серии Писатели нашей Родины (1956—1960) с изображением сцены из романа (СССР, 1957 г.)

Роман «Что делать?» меня всего глубоко перепахал. Это вещь, которая даёт заряд на всю жизнь.

Подчёркнуто занимательное, авантюрное, мелодраматическое начало романа должно было не только сбить с толку цензуру, но и привлечь широкие массы читателей. Внешний сюжет романа — любовная история, однако в нём отражены новые экономические, философские и социальные идеи времени. Роман пронизан намёками на грядущую революцию.
Джозеф Франк выделяет его за придание русской революции «эмоциональной динамики», затмившей даже «Капитал» Маркса по своему воздействию.
Л. Ю. Брик вспоминала о Маяковском:

Одной из самых близких ему книг была «Что делать?» Чернышевского. Он постоянно возвращался к ней. Жизнь, описанная в ней, перекликалась с нашей. Маяковский как бы советовался с Чернышевским о своих личных делах, находил в нём поддержку. «Что делать?» была последняя книга, которую он читал перед смертью.

## Экранизации, театральные постановки
- «Что делать?» — трёхсерийный телеспектакль (режиссёры: Надежда Марусалова, Павел Резников), 1971.
- «Che fare?» («Что делать?») — пятисерийный телеспектакль итальянского телевидения (режиссёр Джанни Серра, 1979).
- «Что делать? Сны о любви» Спектакль Саратовского театра драмы, премьера 1 октября 2021 г., инсценировка О. Харитоновой.